# Zeev Jabotinsky
Vladimir Evgenevich Jabotinsky (Odessa, 18 de outubro de 1880 — Nova Iorque, 3 de agosto de 1940), cognominado Ze'ev Jabotinsky, (em hebraico זאב ז'בוטינסקי e em russo Зеэв Жаботинский] foi um filósofo, líder sionista, escritor, tradutor, orador, poeta, jornalista e militar judeu de origem ucraniana. Fundador da Organização de Auto-defesa Judaica, em Odessa, foi também o principal ideólogo do movimento de direita denominado Sionismo revisionista. Ajudou a formar a Legião Judaica do exército britânico na Primeira Guerra Mundial e foi um dos fundadores e líderes da organização clandestina armada judaica Irgun.

## Infância e formação
Nascido em uma família de judeus religiosos da cidade de Odessa, então parte do Império Russo e atualmente na Ucrânia, Vladimir Jabotinsky travou contato com os estudos do Tanach e do idioma hebraico bastante cedo. Toda a sua formação era moldada de acordo com os estudos religiosos, mantendo a tradição familiar.
O pai de Vladimir, Evgeny, faleceu em 1886, atirando toda a família em sérias dificuldades financeiras. Com isso, um tio sugeriu que Vladimir e seus irmãos passassem a ter uma educação voltada para a preparação profissional, deixando de lado a educação exclusivamente religiosa. Com isso, Vladimir pôde estudar com professores comuns e logo travou conhecimento com as atividades sionistas de seus companheiros da Comunidade Judaica local.
O talento com as letras surgiu cedo. Publicou seu primeiro artigo aos 14 anos, onde criticava o sistema de avaliação escolar. Aos 18 anos deixou sua cidade e estabeleceu-se na cidade de Berna, na Suíça, onde logo se tornou correspondente de dois jornais de Odessa. Nesta altura, Vladimir Jabotinsky estava plenamente inserido na cultura secular russa. 
Da Suíça, Jabotinsky partiu para a Itália, onde passou a estudar Direito na Universidade de Roma. Continuou jornalista, agora como correspondente de um jornal russo. Nesta época ele passou a usar seu famoso pseudônimo, “Altalena".

## Sionismo
Após o Pogrom de Kishinev, em 1903, Jabotinsky aderiu de toda a fé no Movimento Sionista, onde rapidamente adquiriu fama como orador. Graças a sua militância, foi escolhido como delegado do Sexto Congresso Sionista, o primeiro realizado após a morte de Theodor Herzl. Versado em russo, francês, inglês, alemão e outras línguas eslavas, Jabotinsky também alçou fama como poeta e tradutor, tendo sido o primeiro a traduzir do inglês para o russo o poema "O Corvo", de Edgar Allan Poe e do hebraico para o russo os poemas de Haim Nachman Bialik.
Jabotinsky também se dedicou ao estudo do hebraico e de sua adaptação aos tempos modernos, quando deveria ser utilizado como idioma do futuro estado judeu.
Durante o Congresso Sionista, Jabotinsky lutou para que fossem formados grupamentos armados de auto-defesa judaica, tanto no território da Palestina quanto nas regiões onde houvesse o risco de perseguições anti-judaicas.
Jabotinsky argumentava que a coexistência pacífica entre judeus e árabes só seria possível se os judeus tivessem uma posição de força. Ele propôs a criação de um “muro de ferro” (Iron Wall) de defesa, que simbolizava a necessidade de uma força militar forte para proteger os assentamentos judeus e garantir a segurança do futuro Estado.

## Orador
A fama de exímio orador se devia ao pleno domínio da técnica e da vastidão cultural de Jabotinsky. Talentosa e passional, sua retórica dava sempre um sentido de urgência às propostas sionistas. Jabotinsky percorreu diversos países, desde a Rússia até a Turquia, defendendo a causa sionista. 

## Primeira Guerra Mundial
A eclosão da Primeira Guerra Mundial provoca o primeiro cisma entre Jabotinsky e os demais líderes sionistas. Os socialistas judeus preferiam esperar que os árabes aceitassem ceder a Terra de Israel aos judeus, enquanto que Jabotinsky pregava a luta ao lado dos britânicos e contra o Império Turco-Otomano. Nesta época nasceu a parceria com Joseph Trumpeldor, em favor da criação de uma força judaica de combatentes. 
A Legião Judaica foi formada em 1915 e entrou em combate na Batalha de Galípoli. Contrariando a maioria dos sionistas, Jabotinsky se engaja junto com seu corpo de combatentes no 38° Regimento de Fuzileiros Reais da Inglaterra, combatendo ao lado do General Allemby, em 1917. Pela participação em Galípoli e pela travessia do rio Jordão, Jabotinsky foi condecorado ao final da guerra. Trumpeldor morre em combate na colina de Tel Chai, no Norte de Israel, na época parte do Império Otomano.

## No Império Otomano
Instalado no Império Otomano - agora sob dominação britânica - Jabotinsky adota o nome hebraico Ze'ev ("Lobo") e é eleito para a Primeira Assembléia da Palestina, e em 1921 é eleito membro do conselho executivo da Organização Sionista Mundial. Em 1920 o Massacre de Haifa, quando dezenas de judeus idosos foram assassinados por milicianos árabes, levou Jabotinsky a aumentar sua luta pela criação de corpos judaicos de auto-defesa na Palestina. Sofre com a oposição de Chaim Weizmann às suas idéias, e a partir de 1923, funda a Aliança Sionista-Revisionista, com seu braço juvenil, o Betar (acrônimo de "Liga de Joseph Trumpeldor" em hebraico).
O Sionismo Revisionista pretendia refundar o movimento sionista sob novas bases, requerendo as terras de ambas as margens do rio Jordão com a colaboração dos ingleses. Segundo os sionistas-socialistas, a ênfase na criação do estado judaico deveria estar se basear numa economia planificada, enquanto que os sionistas-revisionistas pretendiam a fundação de um estado liberal, baseado nos preceitos democráticos ingleses. O Sionismo Revisionista encontrou bastante receptividade nas comunidades judaicas da Polônia e da Inglaterra.

## Exílio
Os conflitos entre judeus e árabes na Palestina vão adquirindo contornos cada vez mais amplos, à medida que cresce a oposição dos líderes árabes ao estabelecimento de um estado nacional judaico na região. Em 1929 Jabotinsky viaja para participar do 16o Congresso Sionista. Sob pressão dos árabes, os ingleses não permitem o retorno de Jabotinsky. Ao mesmo tempo, surgem novas lideranças sionistas mais radicais que Jabotinsky, que pregavam o combate contra o Mandato Britânico. Surgem grupos como o Irgun e o Lehi.
Nos anos 30, Jabotinsky dedica-se à Comunidade Judaica da Polônia e de outros países da Europa Central, onde suas idéias mais encontravam receptividade. A ascensão das ideologias totaliárias como o Fascismo e o Nazismo representava uma ameaça às inúmeras comunidades judaicas européias, e Jabotinsky se dedica a partir de 1936 à elaboração de um plano de evacuação em massa dos judeus da Europa.
O plano não é tão bem recebido, já que a maioria dos judeus europeus não criam na possibilidade de uma expansão militar da Alemanha Nazista. Dois anos depois, Jabotinsky declara a políticos poloneses não-judeus "...os senhores estão vivendo sobre a cratera de um vulcão, pronto a explodir". 
No ano seguinte, em 1 de setembro de 1939, Adolf Hitler invade a Polônia em aliança com os soviéticos e dá início à Segunda Guerra Mundial. Começam perseguições anti-judaicas sem precedentes.
Jabotinsky deixa a Europa e passa a morar nos Estados Unidos, dedicando-se cada vez mais ao resgate dos judeus dos países conquistados pelos nazistas.

## Atividade Literária
A partir de 1923, Jabotinsky foi editor do semanário judaico ressurgido Rassvet (Aurora), publicado primeiro em Berlim, depois em Paris. Além de seu trabalho jornalístico, publicou romances sob seu pseudônimo anterior Altalena; seu romance histórico Samson Nazorei (Sansão o Nazireu, 1927), que transcorre na época bíblica, descreve o ideal de Jabotinsky de uma forma ativa, ousada, guerreira de vida judaica. Seu romance Pyatero (Os Cinco, escrito em 1935, publicado em 1936) foi descrito como "uma obra que provavelmente tem a pretensão mais real de ser o grande romance de Odessa... Contém descrições poéticas da Odessa do início do século, com retratos imbuídos de nostalgia de suas ruas e cheiros, seus personagens e paixões." Embora pouco percebido na época, recebeu um novo reconhecimento por suas qualidade literárias no início do século XXI, sendo reeditado na Rússia e Ucrânia e em 2005 traduzido para o inglês (a primeira tradução para uma língua ocidental).

## Morte
Vladimir Ze'ev Jabotinsky morre durante a realização de um acampamento para jovens do Betar, em 4 de agosto de 1940 e é sepultado nos Estados Unidos.
Em 1958, dez anos depois da Independência de Israel, a B'nai B'rith envia uma requisição ao Primeiro-Ministro David Ben Gurion, solicitando o traslado dos restos mortais de Jabotisnky para Israel. Em uma carta de 7 de maio do mesmo ano Ben Gurion responde: "Israel não foi criado para receber judeus mortos, mas para ser o lar de judeus vivos. Não desejo ver a multiplicação de túmulos no país."
O socialista Ben Gurion fora um inimigo implacável de Jabotinsky e dos sionistas-revisionistas. Mas em 1964 o Primeiro-Ministro Levi Eshkol permite a transferência dos despojos de Jabotinsky para Israel. Seu túmulo hoje se encontra no Cemitério Nacional do Monte Herzl, em Jerusalém.